# Søgne
Søgne är en tätort i Kristiansands kommun i Agder fylke i södra Norge. Orten ligger vid sidan av Europaväg 39. Här finns orten Tangvall som utgjorde centralort i dåvarande Søgne kommun i Vest-Agder fylke.